# Un equipaggio tutto matto

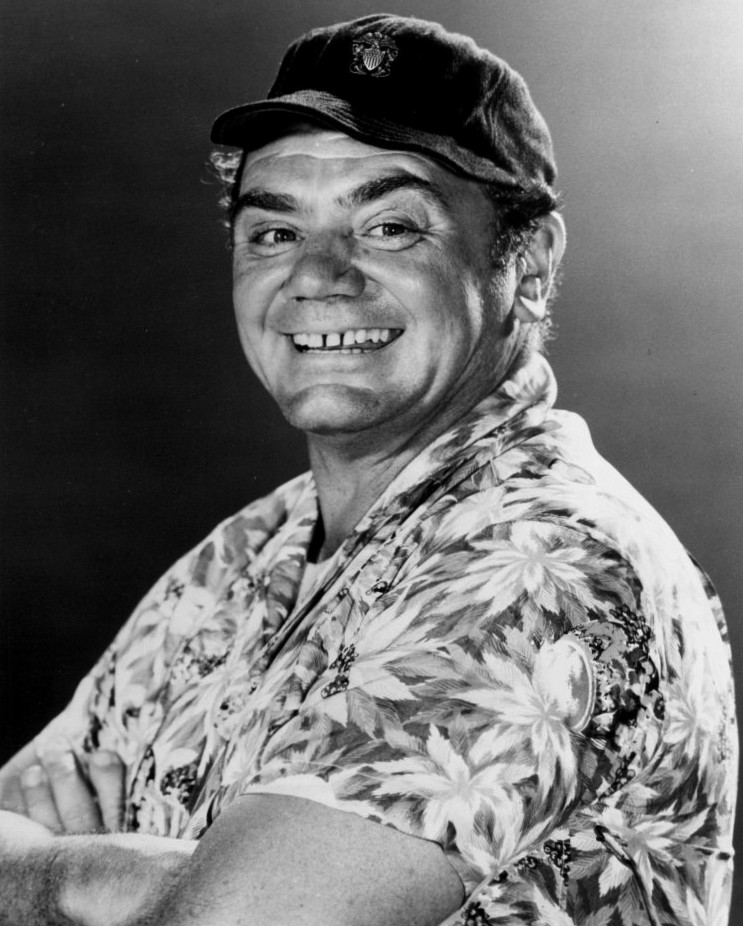
Ernest Borgnine.

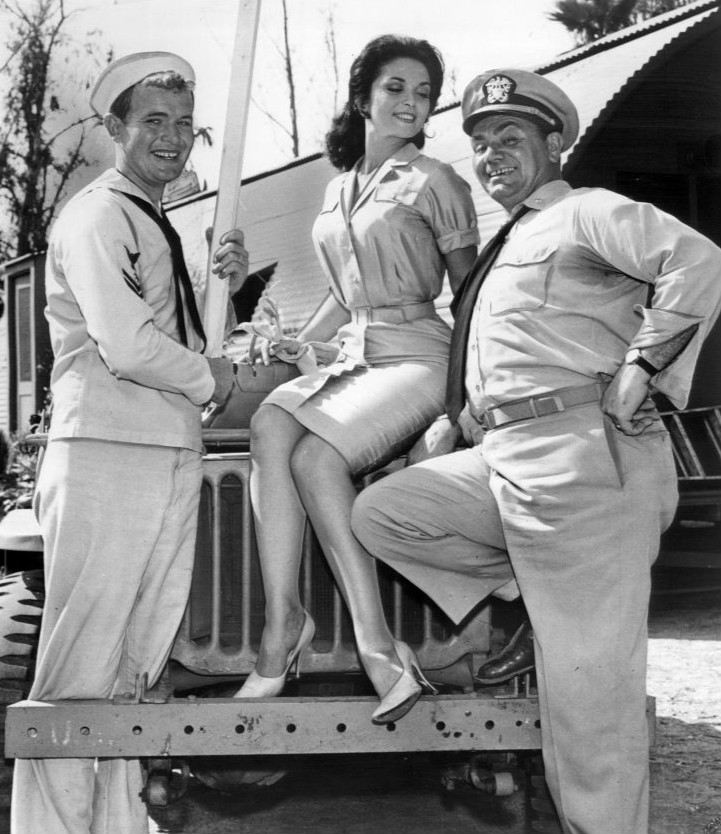
Gary Vinson, Lisa Seagram e Ernest Borgnine.

Un equipaggio tutto matto (McHale's Navy) è una serie televisiva statunitense prodotta dalla Sto-Rev-Co Productions e trasmessa per la prima volta dal 1962 al 1966. È una situation comedy spin-off della serie Fred Astaire.

## Serie originale
Ernest Borgnine nel ruolo del tenente comandante McHale appare come protagonista dell'episodio Seven Against the Sea, trasmesso il 3 aprile 1962 all'interno della serie televisiva antologica della ABC Fred Astaire.
Il successo di questo episodio pilota convinse la ABC a farne una serie, che però differisce molto stilisticamente dal pilota vertendo su note più comiche. Seven Against the Sea è a disposizione per la pubblica visione presso il Paley Center for Media di New York e di Los Angeles.

### Trama
Durante la seconda guerra mondiale, il tenente comandante Quinton McHale è a capo della nave della marina statunitense PT-73, di stanza alla base sull'isola Taratupa nel Pacifico. Nella tarda primavera del 1942, i giapponesi bombardano pesantemente l'isola, distruggendo la base. Solo 18 dei 150 tra aviatori navali e Marines assegnati alla base sopravvivono.
Con le pattuglie giapponesi nella zona l'ipotesi di organizzare una missione di salvataggio risulta rischiosa per la marina, e McHale ed i suoi uomini sono costretti a nascondersi sull'isola e sopravvivere fino a nuovo ordine. Dopo mesi di vita piuttosto piacevole e relativamente paradisiaca il tenente Durham si paracaduta sull'isola con il compito di assumere le funzioni di McHale e di aiutarlo a far tornare la base operativa ed in azione.
Durham si ritrova davanti una situazione ben diversa da quella che si aspettava: gli uomini si sono adattati allo stile di vita del luogo. Uno di loro ha iniziato un servizio di lavanderia, McHale stesso produce alcolici fatti in casa per i suoi uomini e per gli indigeni ed ha stretto una forte amicizia con il capo di questi ultimi.
Quando Durham informa McHale dei suoi nuovi ordini, McHale si rifiuta di eseguirli: seppure sempre fedele agli Stati Uniti, la sua principale preoccupazione è ora esclusivamente la sopravvivenza dei suoi uomini decimati e sfiniti fino ad un ritorno a casa.
Quando sull'isola si viene a sapere che un battaglione di marines è bloccato su una spiaggia ed un incrociatore nemico sta progettando di attaccare la testa di ponte, McHale cambia atteggiamento. Gli viene ordinato di utilizzare tutte le imbarcazioni per difendere la spiaggia, ma McHale non ha più barche poiché gli sono state tutte affondate dai giapponesi. McHale riesce a catturare una nave giapponese di pattuglia sull'isola e, con stupore dei suoi uomini e di Durham, vuole utilizzarla per attaccare e distruggere gli incrociatori nemici invece che per portare la sua flotta in salvo: dal momento che sono su una nave giapponese battente bandiera giapponese, riescono ad avvicinarsi abbastanza all'incrociatore per silurarlo ed affondarlo.

### Cast del pilota
- Ernest Borgnine - Ten. Comandante Quinton McHale (anche nella serie)
- William Bramley - Nostromo Gallagher
- Ron Foster - Tenente Durham
- Steve Harris - Harris
- Juan Hernández - Membro della truppa
- Gary Vinson - Christy Christopher (nella serie "George Christy Christopher")
- John Wright - Willy Moss (anche nella serie)
- Edson Stroll - Virgil Edwards (anche nella serie)

## Produzione
Per la serie l'ABC mantenne lo scenario di guerra del Pacifico della seconda guerra mondiale spostandosi nello scenario europeo nell'ultima stagione, ambientata in Italia, e incentrandola sull'equipaggio del PT-73, sempre guidati dal Tenente Comandante Quinton McHale interpretato da Ernest Borgnine.
Il produttore della serie Edward J. Montagne aveva avuto un grande successo con "The Phil Silvers Show" (1955-1959, conosciuto semplicemente come "Bilko"), una commedia militare ambientata in una base in Kansas sul sergente opportunista Ernest Bilko ed il suo fedele plotone. Montagne trasformò l'idea drammatica iniziale di "Seven Against the Sea" in una versione "Marines" di Bilko, reclutando anche alcuni degli attori e degli scrittori dello serie comica. Nel periodo di lavorazione della serie, l'allora presidente John Fitzgerald Kennedy era ben noto per le sue avventure come comandante di guerra di un PT-109, anche grazie ad un popolare libro uscito nel 1961, "PT 109: John F. Kennedy in WWII" di Robert J. Donovan, ed in alcuni episodi furono inseriti degli ironici riferimenti relativi ad un giovane ufficiale di un PT-109.
Si stabilì che McHale fosse un ex capitano di una nave mercantile che aveva una profonda conoscenza del Sud Pacifico. Il secondo in comando di McHale è l'Alfiere Charles Parker, chiamato "Chuck" da McHale e "Mr. Parker" dal personale di bordo (nella Marina degli Stati Uniti tutti gli ufficiali compresi tra Alfiere e Tenente Comandante che non sono al comando sono indicati come "Mister"). Parker è un pasticcione ingenuo, gentile ed entusiasta che è riuscito nonostante la sua inettitudine a fare carriera. Parker, interpretato da Tim Conway, cita spesso che lui è di Chagrin Falls, in Ohio, luogo dove è cresciuto realmente l'attore.
Il Comandante perennemente frustrato di McHale è il Capitano Wallace Burton Binghamton (Joe Flynn), costantemente alla ricerca di avere la meglio su McHale e la sua "banda di pirati", sognando spesso di riuscire a trovare le prove per mandarli sotto corte marziale e di spedirli in galera. Prima della guerra lavorava in uno yacht club a Long Island Sound. L'entusiasta assistente di Binghamton è il servile tenente Elroy Carpenter (interpretato da Bob Hastings, già in "Bilko").

## Trama
La serie ruota intorno agli sforzi di McHale e dei suoi uomini di fare soldi, avere ragazze e divertirsi e gli sforzi del capitano Binghamton di liberarsi di loro. Ai servizi della "banda" c'è il prigioniero di guerra Fuji Kobiaji (Yoshio Yoda), un giapponese a cui offrono un riparo e che tengono nascosto da Binghamton, favore che contraccambia diventando un vero e proprio "cameriere" della ciurma.
Spesso Binghamton quasi riesce a spedire McHale ed i suoi uomini in cella, solo per vederli tirare fuori per un qualche successo militare contro il nemico che impressiona l'Ammiraglio Reynolds (Herbert Lytton) o l'Ammiraglio Rodgers (Roy Roberts), molte volte grazie alla conoscenza di McHale della zona acquisita con il suo servizio nel Pacifico meridionale come ufficiale di marina mercantile e poiché, nonostante la loro reputazione di traditori e cospiratori, McHale ed i suoi uomini sono molto competenti nel loro lavoro.
Nella zona vive una tribù di indigeni polinesiani capeggiati da Capo Pali Urulu (Jacques Aubuchon) che intrattiene rapporti amichevoli con McHale ed i suoi ricevendoli sotto una grande foto del presidente Franklin Delano Roosevelt, foto che viene voltata mostrando l'Imperatore Hirohito quando la tribù riceve le truppe giapponesi.
Nella stagione finale viene stravolta l'ambientazione trasferendo l'intero equipaggio nell'Italia liberata dall'occupazione tedesca, nella città costiera di "Voltafiore", inserendo nella serie il personaggio del sindaco Mario Lugatto (Jay Novello). A rappresentare l'esercito americano nella zona è il colonnello Douglas Harrigan (Henry Beckman), che diventa un'altra spina nel fianco di McHale.

## Episodi
| Stagione         | Episodi | Prima TV USA | Prima TV Italia |
| ---------------- | ------- | ------------ | --------------- |
| Prima stagione   | 36      | 1962-1963    |                 |
| Seconda stagione | 36      | 1963-1964    |                 |
| Terza stagione   | 36      | 1964-1965    |                 |
| Quarta stagione  | 30      | 1965-1966    |                 |